# Cryptoparachtes fedotovi
Espèce
Synonymes
- Harpactocrates fedotovi Charitonov, 1956

Cryptoparachtes fedotovi est une espèce d'araignées aranéomorphes de la famille des Dysderidae.

## Distribution
Cette espèce se rencontre en Géorgie et en Azerbaïdjan.

## Étymologie
Cette espèce est nommée en l'honneur de Dmitry Mikhailovich Fedotov.

## Publication originale
- Charitonov, 1956 : Obzor paukov semeistva Dysderidae faunii SSSR. Uchenye Zapiski Moskovskogo Gosudarstvennogo Universiteta, vol. 10, p. 17-39.